# Ана Паукер
Ана Паукер (на румънски: Ana Pauker) е румънски комунистически лидер и министър на външните работи на Румъния в края 1940-те и началото на 1950-те. Тя е неформален лидер на Румънската комунистическа партия след Втората световна война.

## Биография
Ана Паукер е родена на 13 февруари 1893 г. в Кодаещ, окръг Васлуй. Истинското ѝ име, дадено ѝ от родителите ѝ – бедни евреи е Хана Рабинсон (Hannah Rabinsohn). Дядото на Ана е равин. Докато по-малкият ѝ брат Залман става ционист, тя през 1915 г. се ориентира към социализма.
През 1922 г. е арестувана заедно със съпруга си Марчел Паукер за политическа дейност и след като са освободени заминават за Швейцария. Оттам отпътуват за Франция, където Ана става инструктор в Коминтерна и се занимава с комунистическото движение на Балканите.
След завръщането си в Румъния, през 1935 г. тя е арестувана и съдена заедно с други ръководители на Румънската комунистическа партия и осъдена на 10 години затвор. През май 1941 г. е изпратена в изгнание в Съветския съюз – разменена е за румънец от Бесарабия, осъден в Русия.
В Москва става ръководител на група от румънски комунисти в изгнание, станала известна по-късно като „московската фракция“. Връща се в Румъния през 1944 г., след като Червената армия окупира страната.
През 1947 г. става министър на външните работи на Румъния.
Обвинявана е в „космополитизъм“. През февруари 1952 г. се пуска подписка тя да бъде съдена, но след смъртта на Сталин през 1953 г. е освободена и ѝ е наложен домашен арест.
През последните години от живота си се занимава с преводи от френски и немски за „Политическо издателство“ на Румъния.
Умира на 14 юни 1960 г.
Марчел и Ана Паукер имат три деца:
- Танио (1921 – 1922)
- Влад (р. 1926 г.)
- Татяна (р. 1928 г.)